# Diangelus helleri
Diangelus helleri är en insektsart som beskrevs av Brunner von Wattenwyl 1907. Diangelus helleri ingår i släktet Diangelus och familjen Diapheromeridae. Inga underarter finns listade i Catalogue of Life.